# Prestatyn Castle
Prestatyn Castle er en motte and bailey-fæstning der blev opført i 1157 på jord der var blevet givet til den normannisk lord Robert Banastre af kong Henrik 2. af England. Den blev bygget i et fladt område ved kysten og kontrollerede et stort område. Fæstningen blev ødelagt af Owain Gwynedd i 1167, og synes ikke at være blevet genopført.
I dag er højen og vejen til borgen stadig synlige, mens resten af borgen er væk.